# Helen Walsh (Schriftstellerin)
Helen Walsh (* 1977 in Warrington bei Liverpool) ist eine englische Schriftstellerin und Filmemacherin.
Ihr Debütroman „Brass“ (deutsch „Millie“) erschien in ihrer Heimat 2004 und gewann den Betty Trask Award. Brass ist ein Scouse-Ausdruck für Prostituierte.
Helen Walsh begann im Alter von dreizehn Jahren, Ecstasy zu nehmen und verzog mit sechzehn Jahren nach Barcelona, weil sie in Liverpool zur Prostitution gezwungen werden sollte, um ihren Drogenkonsum zu finanzieren.
Der stark autobiografisch gefärbte Roman erzählt in teils drastischen Szenen die Geschichte der jungen Millie O’Reilly, die die Clubszene Liverpools der späten 1990er Jahre zwischen Sex und Drogen erlebt.
In der Sendung „Büchermarkt“ von Deutschlandradio hieß es:

„Millie, der Debütroman von Helen Walsh, war in ihrem Heimatland Großbritannien ein großer und viel diskutierter Erfolg. Walsh wurde 1977 in der Nähe von Liverpool geboren, wo sie auch heute lebt. Liverpool ist Schauplatz von Millie, nicht das Liverpool der Beatles, sondern das der 1990er, als die schnellen, elektronischen Beats des Acid House vorherrschten und Ecstasy-Pillen die Droge der Wahl war.“

Ihr zweiter Roman "Once Upon a Time In England" erschien 2008, gewann 2009 den Somerset Maugham Award und stand 2008 auf der Shortlist für den Portico Prize. Ihr dritter Roman "Go to Sleep" erschien 2011. Alle drei Romane erschienen bei Canongate Press.
Walshs jüngster Roman "The Lemon Grove" erschien 2014 bei Tinder Press. Er handelt von der Beziehung zwischen einer Frau und dem 17-jährigen Freund ihrer Stieftochter im Urlaub auf Mallorca.
Walsh arbeitet auch für Film und Fernsehen. Ihr Regiedebüt „The Violators“ wurde 2016 veröffentlicht. Im Jahr 2024 strahlte Channel 4 ihren Fernsehthriller „The Gathering“ aus.
2025 feiert ihr Film "On the sea" Premiere beim internationalen Filmfestival Edinburgh.

## Werke
- Millie, Kiepenheuer & Witsch, Köln 2006. ISBN 3-462-03675-0.
- Ich will schlafen!, Roman. Kiepenheuer & Witsch, Köln 2012, ISBN 978-3-462-04380-8.